# تجربة البحث البصري الروبوتي العابر
تجربة البحث البصري الآلي العابر، (روتسي )هي تجربة متعددة التلسكوبات مصممة لمراقبة التوهج البصري لانفجارات أشعة جاما .تتكون التجربة حاليًا من أربعة تلسكوبات تقع في أستراليا وناميبيا وتركيا وفي مرصد ماكدونالد بالقرب من فورت ديفيس، تكساس . 
يقع التلسكوب الناميبي في موقع نظام المجسم عالي الطاقة في جبال جامسبيرغ الجنوب غرب العاصمة ويندهوك . 
مشروع روتسي هو تعاون بين علماء الفيزياء الفلكية من جامعة ميشيغان و مختبر لوس ألاموس الوطني ومختبر لورانس ليفرمور الوطني و جامعة نيو ساوث ويلز (أستراليا)ومعهد ماكس بلانك للفيزياء النووية (ألمانيا). 
كان لدى روتسي -I الأصلي 4 عدسات تليفوتوغرافي 11 فتحة سم، تغطي مجال رؤية 16x16 درجة . اكتشف هذا الشفق الأول من انفجار GRB بينما كان الانفجار مستمرًا، لكن هذا كان الدفق الوحيد الذي اكتشفه روتسي أو نظام التصوير البصري العابر المماثل ليفرمور. لذلك تم تصميم روتسي -II، والذي يتميز أيضًا بمجال رؤية كبير، ولكن لم يتم بناؤه مطلقًا، نظرًا لأن الأقمار الصناعية الجديدة مثل هيت-2 و سويفت يمكن أن توفر مربعات خطأ أصغر، مما يجعل مجال الرؤية الضخم غير ضروري. أدى ذلك إلى تصميم روتسي-III ،وهو تلسكوب تقليدي إلى حد ما مصمم للدوران السريع و التشغيل في مواقع متعددة حول العالم. 

## روابط خارجية
- الصفحة الرئيسية لـ ROTSE